# Інуїти

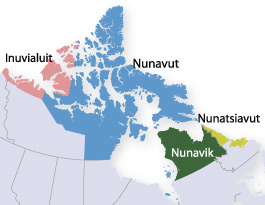
Регіон розселення:
Рожевий — Регіон поселення інувіалуїтів (Inuvialuit), північ Північно-західних територій;
Блакитний — Нунавут (Nunavut);
Зелений — Нунавік (Nunavik) у регіоні Північ Квебеку (провінція Квебек);
Жовтий — Нунаціавут (Nunatsiavut) у провінції Ньюфаундленд і Лабрадор.

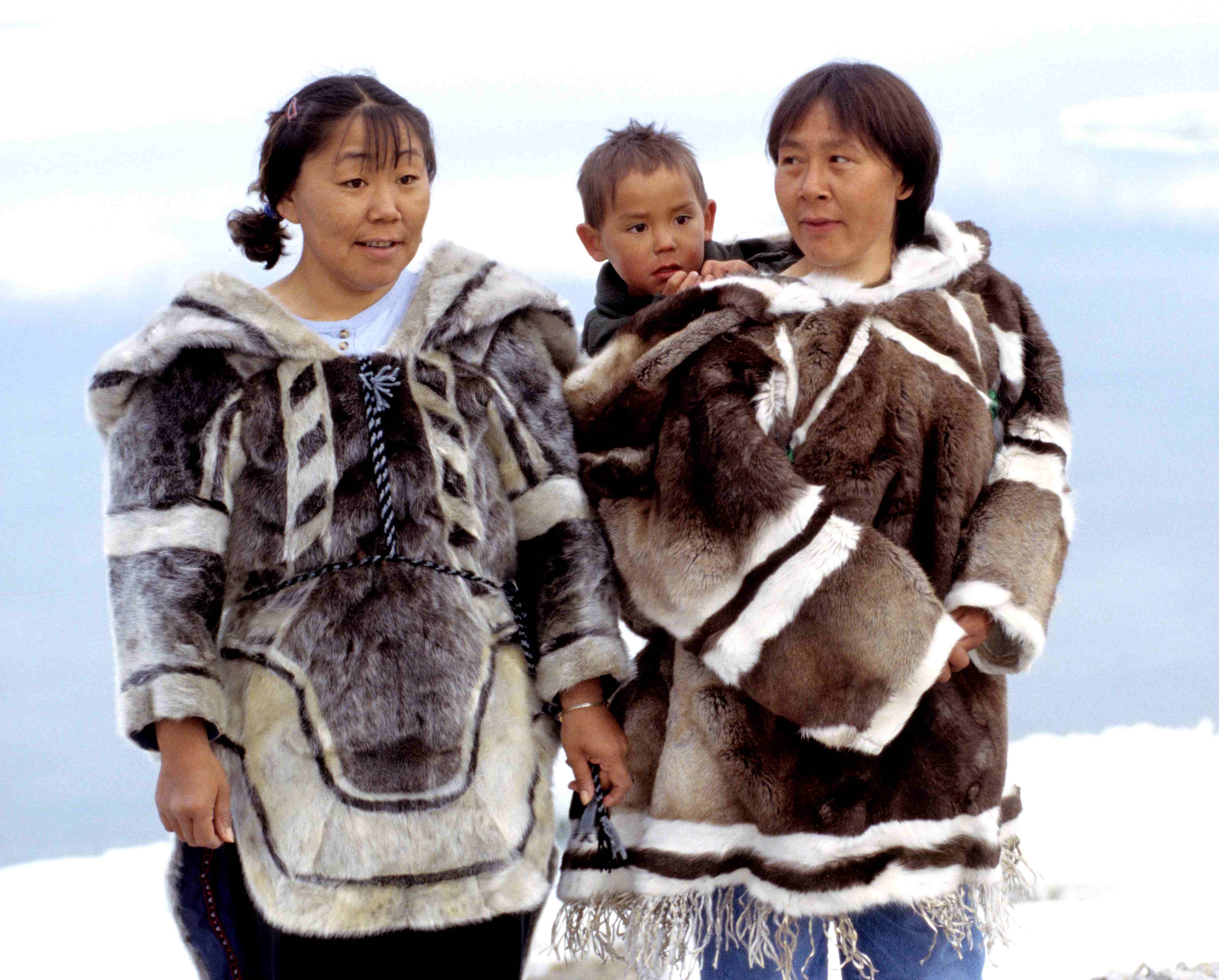
Жінки та дитина іглулікських інуїтів у традиційному одязі.

Інуїти (англ. Inuit, інуїтськ. ᐃᓄᐃᑦ) — етнічна група корінних народів Північної Америки, яка проживає на близько 1/3 північних територій Канади від півострова Лабрадор до гирла річки Макензі. Вважається частиною більшої групи корінних народів півночі — ескімосів, хоча сам термін дехто вважає образливим. Загальна чисельність інуїтів за даними перепису населення 2006 року 50 485 осіб (за даними перепису 2011 року 59 000). Історично, відповідно до місця переважного проживання та особливостей культури й мови, поділяють на вісім основних підгруп: Лабрадорські інуїти (Labrador Inuit), Унгавські (або Квебекські) інуїти, інуїти Баффінової Землі, Іглулік (Igloolik), Карібу (Caribou), Нетсілік (Netsilik), інуїти Західної Арктики (Copper and Western Arctic Inuit). Більше половини інуїтів проживає на території Нунавут.
Інуїти є однією з трьох груп корінних народів (поряд із індіанцями і метисами), що визнані Конституцією Канади як самобутній народ з унікальною історією, мовою, культурними звичаями та духовними віруваннями.
Вивчення ДНК інуїтів показало, що 80 % чоловіків мають Y-хромосомну гаплогрупу Q, 11,7 % — гаплогрупу R1, 8,3 % відносяться до інших гаплогруп.

## Етимологія
Інуїти в перекладі з мови інуктитут значить «народ» і є самоназвою північних народів Канади. До інуїтів також відносять корінних жителів Ґренландії, півночі Аляски, а також близько 2000 аборигенів східних областей Чукотки.

## Мови
Інуїти спілкуються інуїтськими мовами ескімосько-алеутської мовної сім'ї. Згідно з переписом населення 2011 року рідною мовою назвали інуїтську 34 670 осіб.
На півночі Америки поширені п'ять основних інуїтських мов (або діалектів):
- Гренландська мова (користуються 57 000 осіб у Гренландії і Данії),
- Інуктитут (користуються 30 000 осіб переважно на півночі Канади),
- Інуїннактун (мова поширена на північному заході Канади),
- Інупіак (користуються 2 100 осіб на півночі Аляски),
- Інувіалуктун (користуються 765 осіб на північному заході Канади).

Інуктитут і інуїннактун є офіційними мовами території Нунавут. На Північно-Західних територіях офіційними мовами є інувіалуктун, інуїннактун і інуктитут.

## Популярна культура
Життя інуїтів зображено в багатьох художніх творах та фільмах. Кілька оповідань присвятив їм Джек Лондон.
В основі сюжету канадської драми «Майна» лежить зустріч між індіанцями інну та їхніми сусідами інуїтами, через що виникає проблема подолання культурних розбіжностей і взаємної недовіри.